# Catharijneconvent (klooster)
Het Catharijneconvent of (Sint-)Catharijneklooster was een klooster der johannieters in de Nederlandse stad Utrecht. 

## Geschiedenis
Het convent is in de hoge middeleeuwen ontstaan met johannieters die met hulp van de Utrechtse bisschop een klooster stichtten ter hoogte van het huidige plein Vredenburg. De stichting dateert vermoedelijk uit de vroege 12e eeuw of zelfs nog wat eerder en daarmee zou het in het Europa van boven de Alpen een zeer vroege vestiging van johannieters betreffen. In 1122 kreeg Utrecht stadsrechten en kort erop is gestart met de aanleg van een stadswal en ‑muur om de stad. Het voor 1122 gestichte klooster zou dan vervolgens deels nog net binnen deze stadsverdediging komen te liggen. Als hoofdactiviteit bedreven de johannieters ziekenzorg en in die hoedanigheid stichtten zij uiterlijk in de 13e eeuw ook het eraan verbonden Catharijnegasthuis. Bij het klooster hoorden tevens een kerkgebouw en aan de buitenzijde van de stadsverdediging het Ellendigenkerkhof met de Ellendigenkapel. Enkele kilometers ten westen daarvan had het klooster een uithof, het Hof ter Weyde. In 1518 brak in het klooster een brand uit, wellicht dat het archief daarbij werd verwoest.
Op het Vredenburg startte in 1529 de bouw van een dwangburcht, waardoor de kloostergemeenschap diende te verhuizen naar het Karmelietenklooster aan de Nieuwegracht en de Lange Nieuwstraat. Het grootste deel van de verlaten kloostergebouwen is vervolgens afgebroken met de nieuwbouw van de burcht, echter het hoofdgebouw van het klooster bleef nog gespaard omdat het deel van de burcht ging uitmaken. Na de verhuizing is op de nieuwe locatie onder meer de Sint-Catharinakathedraal door het Catharijneconvent uitgebreid.  Met de Reformatie (circa 1580) kwam een verbod op nieuwe aanwas, waardoor het convent begin 17e eeuw uitstierf. 
Het Ellendigenkerkhof is omstreeks 1664 grotendeels verdwenen. De ziekenzorg die met het Catharijnegasthuis was ontstaan is doorgezet tot in de 19e eeuw. In 1868 brak een grote brand uit in het voormalige klooster waarna binnen enkele jaren een ingrijpende renovatie startte. Vervolgens kreeg het een bestemming als aartsbisschoppelijk museum. De museale invulling vindt sinds 1979 plaats door het Museum Catharijneconvent.